# Верховный суд Алжира
Верхо́вный су́д Алжи́ра (араб.  المحكمة العليا‎; фр. Cour Supreme d'Alger) — высший судебный орган в Алжирской Народной Демократической Республике. Он осуществляет надзор за всеми судами общей юрисдикции, проводит унификацию судебной практики по всей стране и обеспечивает соблюдение законов.
Верховный суд был создан в 1963 году. Организационно он состоит из восьми судебных камер по рассмотрению вопросов гражданского, земельного, трудового, социального, семейного, коммерческого и морского права, уголовных преступлений и проступков.  
Верховный суд обладает юрисдикцией пересматривать решения всех нижестоящих судов в порядке кассационного обжалования, за исключением дел относящихся к административной юрисдикции (их рассматривает Государственный совет).